# Parna lokomotiva
Parna lokomotiva je vrsta vučnog željezničkog vozila. Prvu parnu lokomotivu konstruirao je Richard Trevithick 1803. i više od jednog stoljeća bila je osnovno sredstvo vuče vlakova na željeznici.
Prednosti
Prednosti parne lokomotive odn. parnog pogona lokomotive jesu:
- dobra vučna značajka - lokomotiva razvija veliku vučnu silu pri malim brzinama, a tijekom ubrzavanja ona se smanjuje
- jednostavna promjena smjera kretanja naprijed - nazad
- vrlo jednostavna konstrukcija laka za održavanje
- mogućnost korištenja raznih vrsta jeftinog goriva (drvo, ugljen, nafta...)

Nedostatci
I uz ove brojne prednosti parne lokomotive imale su i niz nedostataka:
- loša dinamika - zbog velikih kotača (velike neoslonjene mase)
- slabo iskorištenje ugljena - samo 6-12 %
- potrebno vrijeme za stavljanje u pogon i završetak rada bilo ja oko 2 sata
- mali radijus kretanja - zbog potreba za vodom (svakih 50 - 100 km) i ugljenom (svakih 200 - 300 km)
- preduga zadržavanja zbog opskrbe vodom i ugljenom

Zbog navedenih nedostataka u današnje vrijeme ne upotrebljavaju se parne lokomotive za vuču vlakova već se u pojedinim državama koriste u turističke svrhe.
- Razne vrste lokomotiva kroz povijest